# Price, Utah
Price är administrativ huvudort i Carbon County i Utah. Orten har fått sitt namn efter upptäcktsresanden William Price. Enligt 2010 års folkräkning hade Price 8 715 invånare.